# عزيز داودة
عزيز داودة: (بالفرنسية Aziz Daouda)، من مواليد الرباط في 15 ماي 1951، مدرب ألعاب القوى وعداء مغربي سابق.

## مسيرته

### مسيرته الدراسية
ولد عزيز داودة في حي ديور الجامع الشعبي بالرباط. بعد إنهاء دراسته الابتدائية والثانوية والجامعية، استفاد من منحة دراسية لمتابعة دراسته في معهد التعليم Fizica Bucuresti في رومانيا، حيث حصل منه سنة 1977 على دبلوم التعليم العالي في التربية البدنية تخصص ألعاب القوى. وبعد إقامة قصيرة في المغرب عاد إلى كندا في عام 1980 حيث تابع دراسته في جامعة مونتريال في علوم النشاط البدني، وحصل على ماجستير فسيولوجيا الجهد.

### مسيرته المهنية
تولى عزيز داودة العديد من المناصب والمسؤوليات داخل وخارج المغرب، سواء ما تعلق منها بالتدريب أو التسيير وحتى التدريس، فبعد تقلده العديد من المهام في وزارة الشباب والرياضة كرئيس قسم ثم مديرا للرياضات، عين سنة 1994 مديرا تقنيا للجامعة الملكية المغربية لألعاب القوى، وفي 1999 اختير كأفضل تقني في العالم من طرف الاتحاد الدولي لألعاب القوى، وسنة 2006 عين مديرا تقنيا ومديرا للتنمية لدى الاتحاد الإفريقي لألعاب القوى.
سنة 2015 انتخب ضمن اللجنة التقنية للاتحاد الدولي لألعاب القوى إلى جانب مواطنيه نوال المتوكل وخالد السكاح.
إلى جانب مهامه الإدارية والتسييرية التي شملت العديد من المؤسسات المغربية والإفريقية، أنجز عزيز داودة عشرات البحوث، كما اشتغل أستاذا جامعيا في المعهد الملكي لتكوين الأطر، فضلا عن إشرافه على العديد من التظاهرات الرياضيات العالمية التي أقيمت في المغرب منها بطولة العالم للعدو الريفي التي احتضنتها مراكش سنة 1998 وبطولة العالم لألعاب القوى للفتيان المنظمة في نفس المدينة سنة 2005، وجائزة الحسن الثاني الكبرى للماراطون الدولي لعشر سنوات.

## الإنجازات والجوائز والأوسمة
توصف الفترة التي أشرف فيها عزيز داودة على ألعاب القوى المغربية بالعصر الذهي، حيث يرجع له الفضل في تدريب العديد من الأبطال المغاربة الذين حازوا على ميداليات ذهبية وفضية وبرونزية في العديد من الملتقيات العالمية وعلى رأسهم سعيد عويطة الحائز على الميدالية الذهبية في سباق 5000 متر في الألعاب الأولمبية بلوس أنجلوس سنة 1984 وهشام الكروج بطل العالم في مسافة 1500 سنة 1997 و2003 والفائز بميداليتين أولمبيتين ذهبيتبن في مسافة 1500 متر و5000 متر ونزهة بدوان بطلة العالم في 400 متر. وحسنة بنحسي صاحبة فضية الألعاب الأولمبية بأثينا سنة 2004 في مسافة 800 متر وبرونزية بكين سنة 2008 وصلاح حيسو صاحب برونزية 10 آلاف متر في دورة أتلانتا 1996 وذهبية بطولة العالم بإشبيلية 1999 في مسافة 5000 متر وجواد غريب الحائز على ذهبية الماراثون في بطولة العالم بباريس سنة 2003 وهلسنكي 2005 وفضية الألعاب الأولمبية ببكين سنة 2008.
هذا المسار الطويل، مكن عزيز داودة من نيل العديد من الجوائز والأوسمة، أهمها الوسام الرياضي ووسام الاستحقاق الوطني من طرف الملك الراحل الحسن الثاني ووساما من طرف الرئيس الكنغولي دونيسا سونغيسو ووساما من طرف الاتحاد الدولي لألعاب القوى. فضلا عن تكريمات أخرى من طرف عدة جمعيات وهيئات رياضية وصحفية.